# يوسف العجب
يوسف العجب (مواليد عام 1895) هو سياسي سوداني وزعيم قبلي شغل منصب ناظر رفاعة الشرق. وكان له نفوذ سياسي كبير في الدندر.
تبرع العجب بكل ماله في مجاعة عام 1932 لإغاثة للسكان الجائعين في المنطقة، بعد أن اطمأن أن الحكومة ستعوضه لكنها لم تلتزم بوعده وفصلته عن نظارة الشرق، ثم أعادته إلى المنصب بعدها بفترة. عين العجب في المجلس الاستشاري لشمال السودان الذي أنشئ عام 1943.
انتخب عضواً في المجلس التشريعي في الانتخابات البرلمانية السودانية 1948، وانتخب مرة أخرى لمجلس النواب عن دائرة الفونج في الانتخابات البرلمانية السودانية 1953 مرشحًا عن الحزب الجمهوري الاشتراكي الذي كان رئيسه، وشغل في الخمسينيات منصب رئيس محكمة الشرق. كان حائزًا على رداء الشرف الخاص. عُيّن وزيراً للدولة بدون حقيبة في فبراير 1956 في حكومة إسماعيل الأزهري، وعين مرة أخرى في حكومة عبد الله خليل في يوليو 1956.
لأبنائه وأبناء أخيه نفوذ سياسي في الدندر، كما انخرطوا في السياسية العامة للدولة مثل ابنيه الدكتور منصور يوسف العجب والدكتور عمر يوسف العجب.